# Осада Барселоны (1706)
Вторая осада Барселоны (исп. Sitio de Barcelona) — сражение в ходе Войны за испанское наследство, произошедшее 3-27 апреля 1706 года. Войска Бурбонов попытались отбить Барселону, занятую союзниками годом ранее, однако в решающий момент битвы прибытие англо-голландского флота заставило их отступить.

## Предыстория
9 октября 1705 года союзные войска под командованием графа Питерборо заняли Барселону, и 22 октября Карл Австрийский прибыл в город, чтобы 7 ноября поклясться на каталонской конституции и короноваться королём Испании под именем Карла III. Граф Питерборо к концу года подступил к Валенсии. К тому времени Карл III уже контролировал большую часть Каталонии и провинции Валенсия. Адмирал Джон Лик был переведен из Лиссабона для патрулирования в Средиземное море, но в это время отправился в Лиссабон для ремонта кораблей.
Филипп Анжуйский отказался признавать поражение и, осознавая опасность сохранения Барселоны в руках врага, решил отбить город и приказал маршалу Тессе выступить из Лериды и, соединившись с подкреплением из Франции, во главе с графом Тулузским, осадить Барселону. Войска прибыли 3 апреля 1706 года в город и начали осаду. Сам Филипп выдвинулся к Барселоне из Мадрида.

## Силы сторон
Бурбоны, с учётом французских подкреплений, насчитывали 18 000 солдат.
Барселону защищали 8500 солдат эрцгерцога Карла: 4500 каталонцев, 2000 англичан, немцев и голландцев и ещё 1000 каталонских ополченцев. Кроме того, союзники располагали 400 драгун.
3 апреля 1706 года 21 линейный корабль Джона Лика встретился в Гибралтарском проливе с 6 линкорами Джона Прайса и 7 голландскими линкорами и 6 фрегатами Якоба ван Вассенара. Лик получил письмо о том, что эрцгерцог Карл из Барселоны просит помощи. Флот добрался до Альтеа 18 апреля, где на следующий день соединился с 14 линкорами сэра Джорджа Бинга, а спустя три дня — с 5 кораблями Ховендена Уокера. Далее союзный флот отправился на Мальорку, а оттуда в Тортосу, где 26 апреля Лик приказал Вассенару и Бингу двинуться в гавань, полагая, что сухопутные войска французов могут совершить отчаянную атаку на город.

## Осада
19 апреля Монжуикская крепость, которую Тессе считал ключом к взятию города, была атакована артиллерией, но гарнизон под командованием Артура Чичестера не принял капитуляцию.
Эрцгерцог Карл, имея возможность бежать из города по морю, твердо решил оставаться в Барселоне, осознавая значимость его удержания для успеха всего дела. Чичестер держался 26 дней, пока крепость не пала. После захвата Монжуика французы атаковали городскую стену Барселоны в районе Сан-Антонио, где им удалось пробить брешь в кладке.
27 апреля в бухту Барселоны вошел союзный флот. Войска графа Тулузского, увидев несчетное количество вражеских кораблей, прекратили осаду и бежали в полном беспорядке. Сам Филипп Анжуйский был вынужден бежать во Францию, а затем вернуться в Наварру.

## Последствия
Союзники захватили под Барселоной весь обоз и боеприпасы французов: 106 бронзовых пушек, 27 мортир, 5000 бочек пороха, 40 000 патронов, 500 бочек мушкетных пуль, 2000 бомб, 2000 гранаты и 12 300 ручных гранат.
Каталония теперь была в безопасности, и войска графа Питерборо высадились в Валенсии 13 мая. Находясь в Альтеа, он провел военный совет, на котором было решено перейти к осаде города Картахена, где местные жители поддерживали эрцгерцога Карла.